# Pompignan (Gard)
 Pompignan  es una población y comuna francesa, situada en la región de Languedoc-Rosellón, departamento de Gard, en el distrito de Le Vigan y cantón de Saint-Hippolyte-du-Fort.

## Demografía
| 716 | 619 | 582 | 576 | 611 | 651 |
| Para los censos de 1962 a 1999 la población legal corresponde a la población sin duplicidades (Fuente: INSEE [Consultar]) |     |     |     |     |     |